# Pardal daurat d'Aràbia
El pardal daurat d'Aràbia (Passer euchlorus) és un ocell de la família dels passèrids (Passeridae).

## Hàbitat i distribució
Habita sabanes i matolls del sud-oest de la Península Aràbiga i la zona costanera del nord de Somàlia i Djibouti.